# NCSM Malpeque (J148)
Le NCSM  Malpeque (pennant number J148) (ou en anglais HMCS Malpeque) est un dragueur de mines de la Classe Bangor lancé pour la Royal Canadian Navy (RCN) et qui a servi pendant la Seconde Guerre mondiale.

## Conception
Le Malpeque est commandé le 23 février 1940 dans le cadre du programme de la classe Bangor de 1939-40 pour le chantier naval de North Vancouver Ship Repairs Limited de North Vancouver en Colombie-Britannique au Canada. La pose de la quille est effectuée le 24 avril 1940, le Malpeque est lancé le 5 septembre 1940 et mis en service le 4 août 1941.
La classe Bangor doit initialement être un modèle réduit de dragueur de mines de la classe Halcyon au service de la Royal Navy,. La propulsion de ces navires est assurée par 3 types de motorisation: moteur diesel, moteur à vapeur à pistons à double ou triple expansions et turbine à vapeur. Cependant, en raison de la difficulté à se procurer des moteurs diesel, la version diesel a été réalisée en petit nombre.
Les dragueurs de mines de classe Bangor version canadienne déplacent 683 tonnes en charge normale . Afin de pouvoir loger les chaufferies, ce navire possède des dimensions plus grandes que les premières versions à moteur diesel avec une longueur totale de 54,9 mètres, une largeur de 8,7 mètres et un tirant d'eau de 2,51 mètres. Ce navire est propulsé par 2 moteurs alternatifs verticaux à triple détente alimentés par 2 chaudières à tubes d'eau à 3 tambours Admiralty et entraînant deux arbres d'hélices. Le moteur développe une puissance de 2 400 chevaux-vapeur (1 790 kW) et atteint une vitesse maximale de 16 nœuds (30 km/h). Le dragueur de mines peut transporter un maximum de 152 tonnes de fioul.
Leur manque de taille donne aux navires de cette classe de faibles capacités de manœuvre en mer, qui seraient même pires que celles des corvettes de la classe Flower. Les versions à moteur diesel sont considérées comme ayant de moins bonnes caractéristiques de maniabilité que les variantes à moteur alternatif à faible vitesse. Leur faible tirant d'eau les rend instables et leurs coques courtes ont tendance à enfourner la proue lorsqu'ils sont utilisés en mer de face.
Les navires de la classe Bangor sont également considérés comme exiguës pour les membres d'équipage, entassant 6 officiers et 77 matelots dans un navire initialement prévu pour un total de 40.

## Histoire

### Seconde Guerre mondiale
Le Malpeque est mis en service dans la Marine royale du Canada le 4 août 1941 à Vancouver. Après sa mise en service, le dragueur de mines est transféré sur la côte Est du Canada et arriva à Halifax, en Nouvelle-Écosse, le 19 octobre 1941. Le Malpeque est d'abord affecté à la Sydney Force (Force de Sydney), la force de patrouille et d'escorte locale opérant à partir de Sydney (Nouvelle-Écosse). Le navire est transféré à la Newfoundland Force (Force de Terre-Neuve), la force de patrouille et d'escorte opérant à partir de Saint-Jean de Terre-Neuve (Terre-Neuve). Il reste dans la Newfoundland Force jusqu'au 19 février 1944, date à laquelle le dragueur de mines embarque pour l'Europe dans le cadre de la contribution du Canada au débarquement de Normandie.
Le Malpeque arrive en mars 1944 et est affecté à la 31e flottille de dragage de mines, une flottille entièrement canadienne de dragueurs de mines participant aux invasions du jour J,. Pendant le débarquement, le Malpeque et ses collègues dragueurs de mines nettoient et marquent des chenaux à travers les champs de mines allemands menant aux plages de l'invasion. La 31e flottille de dragage de mines drague le chenal 3 le 6 juin, achevant la tâche sans être attaquée par les Allemands.
Le Malpeque revient au Canada en avril 1945 pour subir un carénage à Liverpool (Nouvelle-Écosse). Une fois le carénage terminé, le Malpeque retourne dans les eaux européennes en juin et rejoint la 31e flottille de dragage de mines et passe les mois suivants à ratisser la Manche à la recherche de mines. Le navire reste dans les eaux européennes jusqu'en septembre, date à laquelle le Malpeque revient au Canada et est désarmé le 9 octobre 1945. Le dragueur de mines est alors mis en réserve à Shelburne (Nouvelle-Écosse).

### Après-guerre
En 1946, le Malpeque est placé en réserve stratégique et emmené à Sorel, au Québec. Pendant la guerre de Corée, le navire est réactivé par la Marine royale du Canada et reçoit le nouveau numéro de coque (Pennant number) FSE 186 et est réaffecté comme escorte côtière. Cependant, le navire n'est jamais remis en service et reste en réserve à Sydney jusqu'à ce qu'il soit vendu à la casse en février 1959 à Marine Industries et démantelé à Sorel,,.

### Honneurs de bataille
- Atlantic 1942-1945

### Participation auxconvois
Le Malpeque a navigué avec les convois suivants au cours de sa carrière:
1. Convoi HX 164
2. Convoi HX 193
3. Convoi HX 275
4. Convoi SC 60
5. Convoi SC 61
6. Convoi SC 63
7. Convoi SC 64
8. Convoi SC 88
9. Convoi SC 92
10. Convoi SC 104

### Commandement
- A/Lieutenant Commander (A/Lt.Cdr.) William Roland Stacey (RCNR) du 4 août 1941 à 5 août 1942
- Lieutenant (Lt.) J.G. McQuarrie (RCNR) du 6 août 1942 au 13 septembre 1942
- A/Lieutenant Commander (A/Lt.Cdr) William Roland Stacey (RCNR) du 14 septembre 1942 au 12 août 1943
- Lieutenant (Lt.) J.A. Dunn (RCNVR) du 13 août 1943 au 13 septembre 1943
- A/Lieutenant Commander (A/Lt.Cdr) William Roland Stacey (RCNR) du 14 septembre 1943 au 24 octobre 1943
- Lieutenant (Lt.) Donald Davis (RCNR) du 25 octobre 1943 au 25 avril 1945
- Lieutenant (Lt.) Orrin Ralph Archibald (RCNR) du 26 avril 1945 au 9 octobre 1945

Notes:
RCNR: Royal Canadian Naval Reserve
RCNVR: Royal Canadian Naval Volunteer Reserve 